# Élections provinciales néo-calédoniennes de 2014
 (janvier 2016).
Si vous disposez d'ouvrages ou d'articles de référence ou si vous connaissez des sites web de qualité traitant du thème abordé ici, merci de compléter l'article en donnant les références utiles à sa vérifiabilité et en les liant à la section « Notes et références ».
Les élections provinciales de 2014 ont lieu le 11 mai, afin d'élire les assemblées des trois provinces de la Nouvelle-Calédonie (Sud, Nord et Îles Loyauté) qui servent ensuite à former le Congrès de la Nouvelle-Calédonie (54 membres). Ses membres élisent ensuite le gouvernement collégial, qui détient le pouvoir exécutif local.
La victoire revient au parti loyaliste Calédonie ensemble, sur une ligne non indépendantiste mais plus modérée que, par exemple, l'Union pour la Calédonie dans la France. Si les indépendantistes gardent leur majorité dans le Nord et les Îles, ils échouent à remporter la majorité au Congrès.

## Organisation du scrutin
L'élection se fait au suffrage universel parmi les citoyens néo-calédoniens, le corps électoral étant alors composé, de par la loi constitutionnelle du 23 février 2007 modifiant l’article 77 de la Constitution, sont les personnes résidant en Nouvelle-Calédonie depuis le 8 novembre 1998 au minimum et leurs enfants une fois atteints l'âge de la majorité. On parle de « corps électoral gelé »,.
Il y avait alors 152 457 inscrits sur cette liste électorale spéciale, dont 96 347 dans le Sud, 35 697 dans le Nord et 20 413 dans la province des îles Loyauté.
Le scrutin, à un seul tour, se déroulait à la proportionnelle plurinominale, selon la règle de la plus forte moyenne, dans chaque province, chaque liste devant dépasser la barre des 5 % des inscrits pour obtenir au moins un élu. Ensuite, proportionnellement au score, un certain nombre d'élus de chaque liste est choisi pour former le Congrès, l'institution délibérative et législative locale.
Le nombre de sièges à pourvoir est :
- Assemblée de la province Sud : 40 dont 32 siègent également au Congrès ;
- Assemblée de la province Nord : 22 dont 15 au Congrès ;
- Assemblée de la province des îles Loyauté : 14 dont 7 au Congrès.

## Forces en présence
Les trois principales forces non indépendantistes obtiennent 29 sièges (deux de moins que lors de la précédente mandature) tandis que les indépendantistes progressent légèrement avec 25 élus au lieu de 23. La participation est d'environ 64 %, nettement moins forte que lors des élections précédentes. C'étaient les dernières élections du Congrès avant le ou les référendums d'autodétermination prévus par le processus de l'accord de Nouméa (au plus tard en 2018). Les questions institutionnelles ont de ce fait largement dominé la campagne, avec une forte crispation entre indépendantistes et non-indépendantistes sur la définition du corps électoral et de là des contours juridiques de la citoyenneté néocalédonienne.
Dans la province Sud, c'est la liste de Calédonie ensemble menée par le député UDI Philippe Gomès qui arrive en tête du scrutin avec 24 863 voix (36,44 %), soit 16 élus (sur 40). Après s'être présentée depuis 2011 comme la principale force d'opposition au Rassemblement-UMP et à ses alliés, lui permettant de s'affirmer comme la principale force électorale lors des élections législatives de juin 2012 (remportant les deux circonscriptions) et des municipales de mars 2014, elle a milité principalement lors de la campagne en faveur de l'organisation d'un « référendum éclairé », consistant à proposer deux projets institutionnels détaillés, un indépendantiste et un maintenant la Nouvelle-Calédonie dans la France, aux électeurs néo-calédoniens lors de la consultation de sortie de l'accord de Nouméa. Elle a confirmé son statut de première force électorale non indépendantiste, arrivant en tête dans toutes les communes traditionnellement dominées par ce camp (la totalité de celles de la côte Ouest, y compris le Grand Nouméa). Elle devance dans le camp non indépendantiste la liste du Front pour l'unité (FPU), coalition formée en 2013 entre le Rassemblement-UMP du sénateur UMP Pierre Frogier, L'Avenir ensemble du président sortant du gouvernement Harold Martin, le Mouvement de la diversité (LMD) de Simon Loueckhote, l'Union pour un destin calédonien (UDC) de Nathalie Brizard et l'élu du Mouvement démocrate (MoDem) Didier Leroux, qui constituait jusque-là la majorité provinciale. Cette liste, menée par Cynthia Ligeard (Rassemblement-UMP, présidente sortante de l'assemblée provinciale), qui a pour sa part milité pour la négociation avec les indépendantistes d'un troisième accord (après ceux de Matignon en 1988 et de Nouméa en 1998) afin d'éviter le référendum qui pour eux provoquerait des tensions, a obtenu 13 649 voix (20,00 %) et 9 élus. Elle a régressé électoralement partout, y compris dans les communes dont elle a remporté la mairie au scrutin municipal deux mois auparavant (celles de la banlieue nouméenne). Arrivé troisième parmi les anti-indépendantiste et quatrième du scrutin, avec 12 539 voix (18,38 %) et 8 élus, l'Union pour la Calédonie dans la France (UCF) menée par Sonia Backès, membre sortante du gouvernement et secrétaire générale du Mouvement populaire calédonien (MPC, né en 2013 d'une dissidence du Rassemblement-UMP et officiellement associé à l'UMP en 2014), est une alliance pour sa part entre le MPC de l'ancien député UMP Gaël Yanno, du Rassemblement pour la Calédonie (RPC) d'Isabelle Lafleur et du Mouvement républicain calédonien (MRC) de Philippe Blaise. L'UCF a fait campagne sur la thématique du rassemblement de l'ensemble des non-indépendantistes afin de négocier en force face aux indépendantistes, et pour une sortie rapide de l'accord de Nouméa pour ne pas déstabiliser l'économie par une situation trop longtemps incertaine sur le plan institutionnel, quitte à organiser au plus tôt le référendum prévu par l'accord de Nouméa. Surtout implanté électoralement à Nouméa, cette coalition réalise un moins bon score qu'aux municipales, en raison en partie de la restriction du corps électoral par rapport à ce dernier scrutin. Les indépendantistes se sont pour leur part présenté sous une seule bannière pour la première fois depuis 1989, sous la conduite du président sortant du Congrès Rock Wamytan du Front de libération nationale kanak et socialiste (FLNKS) et de l'Union calédonienne (UC), dans le but d'optimiser leur score électoral dans cette province, gagner la majorité au Congrès et favoriser ainsi la marche vers une pleine souveraineté. Si cet objectif n'est pas atteint, ils progressent avec sept élus au lieu de quatre, pour 12 289 voix (18,01 %). Les indépendantistes ont aussi entamé une démarche de radiation d'électeurs qu'ils estimaient indument inscrits sur la liste électorale spéciale permettant de voter aux provinciales, provoquant de vives tensions politiques et juridiques avec l'ensemble des partis non indépendantistes. Deux listes non indépendantistes n'obtiennent aucun élu. La section locale du Front national (FN) menée par sa présidente Bianca Hénin ne retrouve pas la représentation qu'elle avait perdue en 2009, avec 2 706 voix (3,97 %). Le petit parti anti-indépendantiste et centriste Convergence Pays de Stéphane Hénocque, qui a fait campagne pour un renouvellement et un rajeunissement de la classe politique, arrive dernier avec 2 190 votes (3,21 %).
Dans la province Nord, l'Union nationale pour l'indépendance (UNI) du président sortant de l'assemblée provinciale Paul Néaoutyine (FLNKS-Palika) obtient 8 876 voix (37,93 %) et 9 élus, devance de peu l'Union calédonienne du vice-président sortant du gouvernement Gilbert Tyuienon avec 8 274 voix (35,36 %) et le même nombre d'élus. L'UNI confirme son implantation électorale dans la zone Voh-Koné-Pouembout et plus généralement dans l'aire coutumière Paici-Camuki, au centre géographique de la province. Au contraire, l'UC renforce son assise dans les communes du sud et du nord du territoire provincial. Parmi les anti-indépendantistes, la liste Une province pour tous (UPPT) estampillée Calédonie ensemble et menée par l'ancien président du Congrès Gérard Poadja obtient 2 560 voix (10,94 %) et 3 élus, avec de bons scores à Koumac (seule commune majoritairement non indépendantiste du Nord, où il arrive en tête) ainsi qu'à Koné, Pouembout, Poya ou Poindimié. L'Entente provinciale Nord (EPN), unissant sous la conduite de Francis Euriboa (FPU-Rassemblement-UMP) le FPU, l'UCF et des dissidents de Calédonie ensemble, complète le résultat avec 2 192 voix (9,37 %) et un élu. La liste du Parti travailliste menée par le membre sortant du gouvernement Georges Mandaoué est la seule à n'obtenir aucun élu, perdant les trois sièges qu'ils avaient obtenus en 2009, avec 1 497 votes (6,4 %).
Dans la province des îles Loyauté, toutes les listes indépendantistes hors UC obtiennent 2 élus chacune, le Parti travailliste de Louis Kotra Uregei 2 181 voix (16,00 %), le Palika de Charles Washetine 2 054 voix (15,07 %), la liste Dynamique autochtone du parti Libération kanak socialiste (LKS) de Basile Citré 1 565 voix (11,48 %) et l'Union pour construire les Loyautés (UCL) unissant sous la conduite de Jacques Lalié le parti Unir et construire dans le renouveau (UC Renouveau), des dissidents du Parti travailliste et des représentants associatifs, 1 563 voix (11,46 %). L'Union calédonienne du président sortant de l'assemblée provinciale Néko Hnepeune pour sa part conserve le contrôle de cette collectivité avec 5 331 voix (39,10 %) et six élus, tout en arrivant en tête dans les trois communes (ce qui n'était pas le cas en 2009). Les non-indépendantistes, pourtant unis dans la liste « L'autre voix(e) » de l'ancien sénateur RPR puis UMP Simon Loueckhote (FPU-LMD), ferment la marche et ne réussissent pas à retrouver la représentation qu'ils avaient perdu en 2009 dans cette assemblée provinciale, avec 939 votes (6,89 %), dont la moitié obtenue dans la seule île et commune d'Ouvéa.

## Résultats en détail
| Parti | Parti                 | Votes   | %     | Sièges au Congrès | Changement |
| ----- | --------------------- | ------- | ----- | ----------------- | ---------- |
|       | CE                    | 27 424  | 26,05 | 15                | +5         |
|       | R-UMP-AE-LMD          | 16 779  | 15,94 | 8                 | -11        |
|       | UC                    | 13 602  | 12,92 | 9                 | +1         |
|       | MPC-RPC-MRC           | 12 539  | 11,91 | 6                 | +4         |
|       | UC-Palika-UPM-RDO-DUS | 12 289  | 11,67 | 6                 | +3         |
|       | Palika-UPM            | 10 929  | 10,38 | 7                 | +1         |
|       | PT                    | 3 678   | 3,49  | 1                 | -3         |
|       | FN                    | 2 706   | 2,57  | 0                 | 0          |
|       | CP                    | 2190    | 2,08  | 0                 | 0          |
|       | LKS                   | 1 566   | 1,49  | 1                 | 0          |
|       | UC Renouveau          | 1 564   | 1,49  | 1                 | 0          |
| Total | Total                 | 105 266 | 100   | 54                | 0          |
|       | Anti-indépendantistes | 61 638  | 58,55 | 29                | -2         |
|       | Indépendantistes      | 43 628  | 41,45 | 25                | +2         |

### Province Sud
|       | CE                    | Philippe Gomès        | 24 863 | 36,44 | 16 | +5  | 13 | +4  |
|       | R-UMP-AE-LMD          | Cynthia Ligeard       | 13 649 | 20    | 9  | -14 | 7  | -11 |
|       | MPC-RPC-MRC           | Sonia Backès          | 12 539 | 18,38 | 8  | +6  | 6  | +4  |
|       | UC-Palika-UPM-RDO-DUS | Rock Wamytan          | 12 289 | 18,01 | 7  | +3  | 6  | +3  |
|       | FN                    | Bianca Hénin          | 2 706  | 3,97  | 0  | 0   | 0  | 0   |
|       | CP                    | Stéphane Hénocque     | 2 190  | 3,21  | 0  | 0   | 0  | 0   |
| Total | Total                 | Total                 | 68 236 | 100   | 40 | 0   | 32 | 0   |
|       | Anti-indépendantistes | Anti-indépendantistes | 55 947 | 81,99 | 33 | -3  | 26 | -3  |
|       | Indépendantistes      | Indépendantistes      | 12 289 | 18,01 | 7  | +3  | 6  | +3  |

### Province Nord
|       | Palika-UPM            | Paul Néaoutyine       | 8 876  | 37,93 | 9  | 0  | 6  | 0  |
|       | UC                    | Gilbert Tyuienon      | 8 274  | 35,36 | 9  | +1 | 6  | +1 |
|       | CE                    | Gérard Poadja         | 2 561  | 10,94 | 3  | +2 | 2  | +1 |
|       | R-UMP                 | Francis Euriboa       | 2 191  | 9,36  | 1  | 0  | 1  | 0  |
|       | PT                    | Georges Mandaoué      | 1 497  | 6,4   | 0  | -3 | 0  | -2 |
| Total | Total                 | Total                 | 23 399 | 100   | 22 | 0  | 15 | 0  |
|       | Indépendantistes      | Indépendantistes      | 18 647 | 79,69 | 18 | -2 | 12 | -1 |
|       | Anti-indépendantistes | Anti-indépendantistes | 4 752  | 20,31 | 4  | +2 | 3  | +1 |

### Province des îles Loyauté
|       | UC                    | Néko Hnepeune         | 5 328  | 39,09 | 6  | 0  | 3 | 0  |
|       | PT                    | Louis Kotra Uregei    | 2 181  | 16,00 | 2  | -2 | 1 | -1 |
|       | Palika                | Charles Washetine     | 2 053  | 15,06 | 2  | +1 | 1 | +1 |
|       | LKS                   | Basile Citré          | 1 566  | 11,49 | 2  | 0  | 1 | 0  |
|       | UC Renouveau          | Jacques Lalié         | 1 564  | 11,47 | 2  | +1 | 1 | 0  |
|       | LMD-R-UMP             | Simon Loueckhote      | 939    | 6,89  | 0  | 0  | 0 | 0  |
| Total | Total                 | Total                 | 13 631 | 100   | 14 | 0  | 7 | 0  |
|       | Indépendantistes      | Indépendantistes      | 12 692 | 93,11 | 14 | 0  | 7 | 0  |
|       | Anti-indépendantistes | Anti-indépendantistes | 939    | 6,89  | 0  | 0  | 0 | 0  |